# 中井康之 (弁護士)
中井 康之（なかい やすゆき、1956年〈昭和31年〉 -　）は、日本の弁護士。堂島法律事務所所属。前学校法人明浄学院管財人。前学校法人明浄学院理事長。元京都大学法科大学院非常勤講師(倒産処理法)。

## 経歴
大阪生まれで、兵庫県・奈良県で育つ。
京都大学法学部卒業。
昭和57年に弁護士登録し、堂島法律事務所入所する。弁護士歴35年以上である。

## 所属弁護士会・役職
- 全国倒産処理弁護士ネットワーク理事長
- 事業再生実務家協会専務理事
- 事業再生研究機構理事
- 日本弁護士連合会司法制度調査会副委員長
- 大阪弁護士会司法委員会委員長
- 私法学会
- 民事訴訟法学会
- 金融法学会
- 京都大学法科大学院非常勤講師(倒産処理法)

## 著作
- 座談会：松下淳一「これからの倒産・事業再生実務」ジュリスト1500号68頁（2016年12月）
- 「詐害行為取消権」金融法務事情2041号20頁（2016年5月）
- 「事業再生におけるスポンサー選定の前に」山本和彦ほか編　『事業再生におけるスポンサー選定のあり方』商事法務（2016年4月）
- シンポジウム「相殺をめぐる民法改正と倒産手続―差押え・債権譲渡と相殺に関連して」金融法務事情2036号6頁（2016年3月）
- ブックレビュー「破産管財人の財産換価」金法2033号74頁（2016年1月）
- 「注釈破産法」（上）(下)　田原睦夫／山本和彦　監修 全国倒産処理弁護士ネットワーク 編　きんざい(2016年12月)
- 「多数決による私的整理ー法定整理と私的整理の架橋」 金融・商事判例1478号1頁 経済法令研究会(2015年11月）
- 「別除権協定と再生債務者についての破産手続の開始」 民商法雑誌第150巻第4・5号637頁 有斐閣(2015年8月）
- 債権法研究会報告「第8回・法定利率」 金融法務事情第2012号46頁 金融財政事情研究会 (2015年7月）
- 「相殺をめぐる民法改正―差押えと相殺・債権譲渡と相殺」今井利昭先生傘寿記念『会社法・倒産法の現代的展開』717頁　民事法研究会(2015年6月)
- 座談会「経営者保証ガイドラインの現状と課題～経営者保証ガイドライン開始1年で見えてきたもの～」第2部債務整理時(出口)における現状と課題　銀行法務21(NO.787)10頁　経済法令研究会(2015年6月)
- 「重要項目解説その１―消滅時効、法廷利率、契約解除、危険負担、錯誤」執筆参加 自由と正義Vol.66 No.5【特集1】いよいよ決まった「民法（債権関係）改正」―重要項目の紹介と解説― 11頁 日本弁護士連合会（2015年5月）
- 座談会「経営者保証ガイドラインの現状と課題～経営者保証ガイドライン開始1年で見えてきたもの～」第1部契約・見直し時（入口）における現状と課題　銀行法務21（NO.786）4頁　経済法令研究会（2015年5月）
- 「破産管財人との付き合い方」金融法務事情2015号6頁講演録（2015年4月）
- 「民法改正の部会審議に参加して」銀行法務21 NO785号巻頭言（2015年4月）
- 「破産法大系Ⅲ破産の諸相」執筆参加　青林書院（2015年4月）
- 「事業再生ADRのすべて」執筆参加　事業再生実務家協会編　商事法務（2015年1月）
- 対談「民法（債権関係）の改正に関する要綱仮案の公表」 ジュリスト1474号『HOT issue』有斐閣（2014年12月）
- 「倒産手続における商事留置権の取扱い」ジュリスト増刊『実務に効く 事業再生判例精選』97頁 有斐閣 （2014年11月）
- 「民法改正要綱仮案における相殺の取扱い」　金融・商事判例1452号1頁（2014年11月)
- 「民法（債権法）改正と倒産手続」全国倒産処理弁護士ネットワーク編　「倒産法改正150の検討課題」金融財政事情研究会（2014年11月）
- 「要綱仮案の決定――法制審議会民法（債権関係）部会の審議に参加して」月刊大阪弁護士会32頁（2014年10月）
- 「司法型ADRとしての特定調停」共著　『あるべき私的整理手続の実務』事業再編実務家研究会編　民事法研究会（2014年9月）
- 巻頭言「民事再生手続の再生」事業再生と債権管理144号（2014年4月）
- 山本和彦ほか座談会「『民事再生法の実務的研究』を踏まえて―実務の視点、理論からの疑問」『民事再生法の実務的研究』302頁　商事法務（2014年3月）
- 「時論　経営者保証のガイドラインに想う」金融法務事情1989号1頁（2014年3月）
- 田原睦夫ほか座談会：「実務から見た担保法の諸問題」弘文堂（2014年2月）
- 座談会「『民事再生法の実務的研究』を踏まえて（上）（下）」NBL1016号57頁、NBL1017号44頁（2014年1月）
- 「会社更生の実務 Q&A120問」　編集委員及び執筆　全国倒産処理弁護士ネットワーク編　金融財政事情研究会（2013年12月）
- 「別除権協定に基づく債権の取扱い」ジュリスト1459号90頁　有斐閣（2013年10月）
- 「商事留置権と民事再生手続」倒産判例百選［第5版］有斐閣（2013年7月）
- 「対抗要件否認の行方」田原睦夫先生古稀・最高裁判事退官記念論文集『現代民事法の実務と理論』下巻292頁　きんざい（2013年6月）
- 「中小企業の早期事業再生－その夢のなか」 松嶋英機弁護士古稀記念論文集『時代をリードする再生論』319頁　商事法務（2013年4月）
- 「民法改正と倒産法－双務契約の一方当事者に倒産手続が開始した場合の規律について－」倒産法改正研究会編「続・提言　倒産法改正」150頁　金融財政事情研究会（2013年3月）
- 「債権者代位権」山本和彦他編「事業再生と金融実務からの債権法改正」3頁　商事法務(2013年2月)
- 「一問一答　民事再生手続と金融機関の対応」編著　経済法令研究会（2012年9月）
- 「担保付債権の代位弁済と対抗要件」ジュリスト1444号74頁　有斐閣（2012年7月）
- 「事業再生ADRの手続上の諸問題」「争点　倒産実務の諸問題」青林書院（2012年7月）
- 「取立委任手形による取立てと商事留置権・相殺」ジュリスト1438号74頁　有斐閣（2012年3月）
- 事業再生ADRの概要とあるマンションデペロッパーの事例（中井康之・柴野高之共同執筆　仲裁ADR法学会　商事法務「仲裁とADR vol.6ケース研究」2011年5月）
- 「管財人による権利行使とクリーンハンズの原則（大阪地判H20・4・18）」(中井康之・野村祥子共同執筆　金融・商事判例増刊（No.1361）「民事再生法判例の分析と展開」(2011年3月)
- 「債権者代位権」山本和彦他編「債権法改正と事業再生」　商事法務（2011年2月）
- 「N社の場合―事業再生ADR手続における公募社債の取扱いをめぐって」伊藤眞他編「新倒産法制10年を検証する」金融財政事情研究会（2011年1月）
- 「新注釈民事再生法【第2版】上巻・下巻」(編集委員及び執筆　2010年　才口千晴・伊藤眞監修 全国倒産処理弁護士ネットワーク編　金融財政事情研究会)
- 新青林法律相談25　倒産・事業再編の法律相談」監修（四宮章夫弁護士との共同監修）・執筆参加　青林書院(2010年9月)
- 文書提出命令の理論と実務」共著　民事法研究会(2010年8月)
- 「事業再生ADRの手続上の諸問題」銀行法務21　717号22頁(2010年6月)
- 「管理命令の現状と課題」事業再生研究機構編「民事再生の実務と理論」商事法務(2010年6月)
- 「詳解民事再生法［第2版］」事業再編実務研究会編　民事法研究会(2009年10月)
- 「私的整理と再建型倒産手続との融合」共著　｢最新　事業再編の理論・実務と論点」民事法研究会（2009年6月）
- 「実践！債権保全・回収の実務対応　担保の取得と実行のポイント」監修　堂島法律事務所編著　商事法務（2008年11月）
- 「民事再生手続開始申立を解除事由とするファイナンスリース契約の特約が無効であるとされた事例」金融法務事情1844号52頁（2008年9月）
- 「社債権者集会」共著 「会社法大系」青林書院（2008年6月所収）
- 「譲渡担保」共著 「新破産法の理論と実務」 判例タイムズ社（2008年5月）
- 「破産管財人の善管注意義務」金融法務事情1811号32頁（2007年8月）
- 「『入札』の功罪」　NBL843号1頁（2006年10月）
- 「複数の目的物を担保に供する行為の否認の効果」　民商法雑誌134巻6号（2006年9月）
- 「一問一答改正特別清算の実務」　編著　経済法令研究会（2006年6月）
- 「実務倒産法講義」　共著（2006年3月）
- 「新版一問一答民事再生の実務」　編著　経済法令研究会（2006年2月）
- 「根抵当権の元本確定をめぐる諸問題」　金融法務事情1755号46頁（2005年11月）
- 「停止条件付債権譲渡と否認」　民商法雑誌133巻1号（2005年10月）
- 「倒産手続における財産評定」　今中利昭先生古稀記念「最新倒産法・会社法をめぐる実務上の諸問題」民事法研究会（2005年6月）
- 「再建型倒産手続きにおける財産評定の課題」　清水直編著「企業再建の神髄」商事法務（2005年5月）
- 「地方百貨店の更生管財人として－諏訪丸光の場合」事業再生と債権管理108号（2005年3月）
- 「更生管財人という仕事」　NBL800号95頁（2005年1月）
- 「新版1問1答破産法大改正の実務」　編著　経済法令研究会（2005年1月）
- 「否認権」　NBL792号23頁（2004年9月）
- 「財産評定をめぐる2、3の問題」　事業再生と債権管理105号94頁（2004年7月）
- 「更生手続における財産評定」　判例タイムズ1132号144頁（2003年12月）
- 「1問1答改正会社更生法の実務」　編著　経済法令研究会（2003年4月）
- 「更生担保権をめぐる諸問題」　NBL738号10頁（2002年6月）
- 「法人破産の特殊問題」　別冊NBL69号148頁（2002年5月）
- 「担保権変換請求制度」　銀行法務21第602号20頁（2002年3月）
- 「担保権変換請求権の提案」　季刊債権管理95号154頁（2002年1月）
- 「Q&A　民事再生法」　共著　有斐閣（2001年）
- 「まちづくり法実務大系」　共著　新日本法規出版（1996年）
- 「震災復興まちづくりへの模索」　共著　都市文化社（1995年）
- 注解判例民法「借家法」「騒音・振動」「共有」　青林書院（1987年）
- 「岐路に立つ都市再開発」　共著　都市文化社（1987年）

## 著書
- 「別除権協定と再生債務者についての破産手続の開始」（民商法雑誌150巻4・5号637頁）2015年
- 「相殺をめぐる民法改正――差押えと相殺・債権譲渡と相殺」（今中利昭先生傘寿記念『会社法・倒産法の現代的展開』717頁）2015年5月
- 「対抗要件否認の行方」（田原睦夫先生古稀・最高裁判事退官記念論文集『現代民事法の実務と理論』下巻292頁）2013年6月
- 「別除権協定に基づく債権の取扱い」（ジュリスト1459号90頁）2013年10月